# Кларисса (фільм, 1998)
«Кларисса» (фр. Clarissa) — телевізійний художній фільм французького кінорежисера Жака Дере, поставлений в 1997 (1998) році на французькому телебаченні. Екранізація однойменної незакінченою новели австрійського письменника Стефана Цвейга.

## Сюжет
Екранізація незакінченої новели Стефана Цвейга «Кларисса». Дія починається влітку 1914 року напередодні Першої світової війни. Молода дівчина Кларисса — дочка австрійського генерала і помічниця відомого психіатра професора Зільберштейна. Кларисса народилася і виросла в світі, яка видавалася їй безсмертним і досконалим: в Австро-Угорської імперії. У 1914 року Клариссу запрошують на конгрес в Люцерн, де вона змушена вперше зіткнутися з кризами швидко мінливого часу. Там Кларисса знайомиться з французом — учителем Леонаром. Молоді люди з першої зустрічі закохуються одне в одного. Протягом трьох тижнів, які Кларисса і Леонар проводять удвох в подорожі Швейцарією, вони щасливі і мріють прожити разом все життя. Однак в Альпах вони дізнаються про початок Першої світової війни, про те, що тепер їх країни стали ворогами. Закохані змушені розлучитися, як їм здається, ненадовго. Кларисса повертається додому, починає працювати медсестрою в госпіталі і виявляє, що вагітна. Вона пише листи Леонару, але не отримує відповіді. Один з пацієнтів госпіталю, Готфрід, якому потрібна причина, щоб уникнути військової служби, пропонує їй вийти за нього заміж. З відчаю і для того, щоб у її майбутньої дитини було законне ім'я, Кларисса погоджується. Проходить багато років, батько Кларісси вмирає і перед смертю просить у дочки вибачення за те, що довгі роки приховував від неї листи Леонара, який до цих пір любить її. Кларисса, кинувши все, їде на пошуки коханого.

## Акторський склад
- Марушка Детмерс — Кларисса Шультцер
- Стефан Фрейсс — Леонар
- Клод Ріш — професор Зільберштейн
- Вольфганг Гассер — батько Кларісси
- Тобіас Моретті — Готфрід
- Олена Софія Річчі — Маріон
- Фріц Карл — Юбер
- Майкл Рочопф — Едуард
- Доротея Партон — мадам Кутчер
- Роберт Хоффманн,
- Ніколас Хеффнер,
- Крістін Бранднер,
- Елізабет Кріст, і ін.

## Знімальна група
- Режисер: Жак Дере
- Продюсер: Крістін Гуз-Реналь
- Сценарій: Стефан Цвейг (автор новели), Жан-Клод Кар'єр
- Оператор: Міхаель Епп
- Композитор: Ерік Демарсан
- Художник-постановник: Гервіг Лібовіцкі
- Художник по костюмах: Барбара Демут
- Монтаж: Сільві Понтуаза

## Видання на відео
- Прем'єра фільму в Італії відбулася в 1997 році, у Франції — 9 листопада 1998 року.
- Випущений на DVD.
- У Росії випущений на DVD 17 листопада 2011 року фірмою «Cinema Prestige».